# Káto Raptópoulon
Káto Raptópoulon är en ort i Grekland.   Den ligger i prefekturen Nomós Evrytanías och regionen Grekiska fastlandet, i den centrala delen av landet, 230 km nordväst om huvudstaden Aten. Káto Raptópoulon ligger 623 meter över havet och antalet invånare är 287.
Terrängen runt Káto Raptópoulon är bergig norrut, men söderut är den kuperad. Runt Káto Raptópoulon är det mycket glesbefolkat, med 5 invånare per kvadratkilometer. Närmaste större samhälle är Ágrafa, 16,1 km öster om Káto Raptópoulon. Trakten runt Káto Raptópoulon består i huvudsak av gräsmarker.